# Halfdan Schjøtt
Halfdan Schjøtt (* 26. Dezember 1893 in Bergen; † 14. Februar 1974 ebenda) war ein norwegischer Segler.

## Erfolge
Halfdan Schjøtt, Mitglied beim Bergens Seilforening, wurde 1920 in Antwerpen bei den Olympischen Spielen in der 10-Meter-Klasse nach der International Rule von 1919 Olympiasieger. Er war Crewmitglied der Mosk II, die als einziges Boot seiner Klasse teilnahm. Der Mosk II, deren Crew außerdem aus Otto Falkenberg, Arne Sejersted, Robert Giertsen, Willy Gilbert und seinem Cousin Trygve Schjøtt sowie Skipper Charles Arentz bestand, genügte mangels Konkurrenz in zwei Wettfahrten jeweils das Erreichen des Ziels zum Gewinn der Goldmedaille.